# Viaje del joven Anacarsis a Grecia

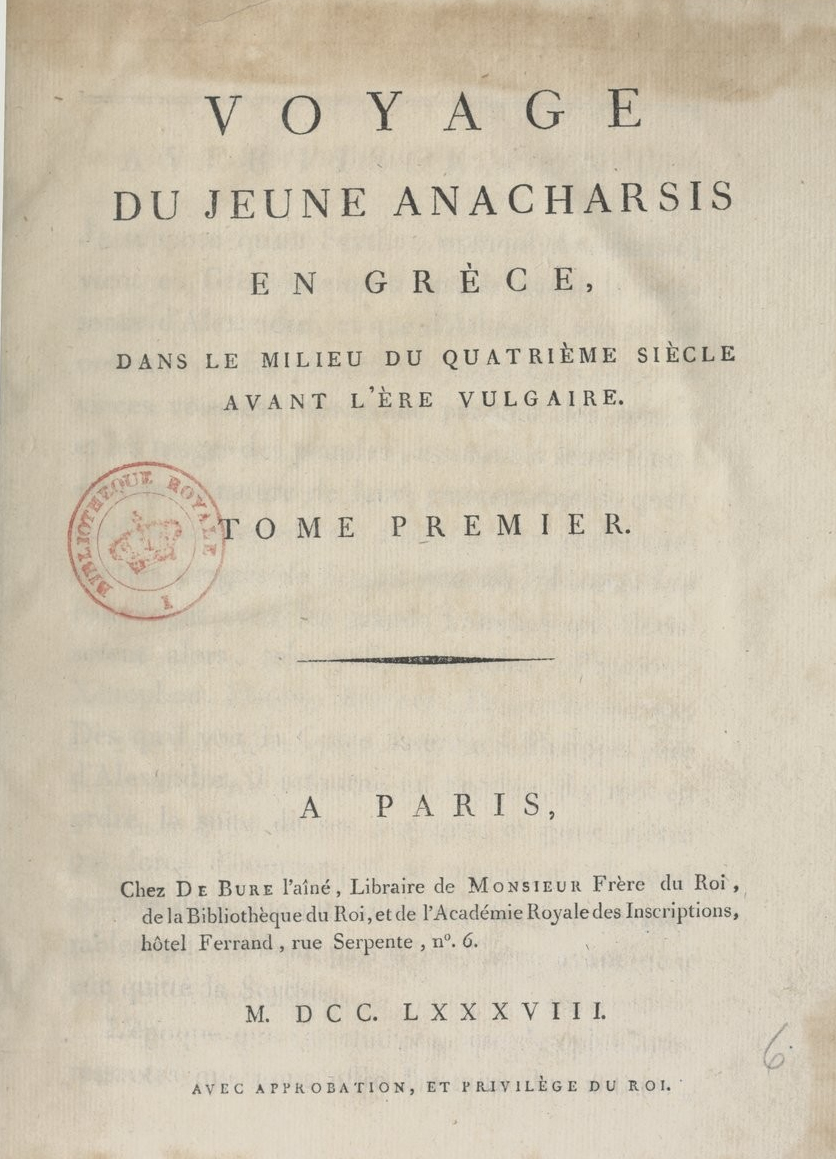
Portada de la edición de 1788 del Viaje del joven Anacarsis a Grecia.

El Viaje del joven Anacarsis a Grecia u originalmente, en francés, Voyage du jeune Anacharsis en Grèce, dans le milieu du quatrième siècle avant l'ère vulgaire, es una obra de ficción sobre el viaje por Grecia a mediados del siglo IV a. C. de un supuesto descendiente del sabio escita Anacarsis, escrita por el francés Jean-Jacques Barthélemy, publicada en 1788 en París.

## Descripción
El libro de Jean-Jacques Barthélemy —también conocido como el abate (Abbé) Barthélemy— es un relato algo enmarañado de un diario de viaje imaginario, caprichoso pero culto, de un anciano escita sobre un viaje en el siglo IV a. C., a través de Grecia, que había realizado cuando era joven como una forma de educación. Fue publicado en dos volúmenes.
Está considerada como una de las primeras novelas históricas, a la que un moderno erudito ha llamado 'la enciclopedia del nuevo culto a lo antiguo' a finales del siglo XVIII. Tuvo un gran impacto en el crecimiento del filohelenismo en Francia, pero también en Europa y Estados Unidos. Desde su publicación encontró un considerable éxito, sobre todo durante el siglo XIX y principios del XX. Tuvo múltiples ediciones y fue traducido a los principales idiomas europeos. La primera traducción conocida al español, por Ignacio Pablo Sandino de Castro fue publicada en Mallorca en 1811.
Esta notable introducción a la cultura helénica reavivó el interés por Grecia y más tarde inspiró la simpatía europea por la Guerra de Independencia griega, además de generar continuadores e imitaciones a lo largo del siglo XIX. Según una antigua recensión literaria inglesa:

'Los viajes de Anacarsis son el producto de un conocimiento íntimo de los escritores griegos antiguos y contienen los detalles más instructivos sobre el estado político y literario de ese pueblo, durante su período más brillante'.
The Monthly Review, 1799.

La obra también contenía numerosos mapas y grabados de alta calidad, realizados por el geógrafo y cartógrafo, Jean-Denis Barbié du Bocage (1760-1825), que pueden encontrarse en una edición separada con el título de Mapas, planos, vistas y monedas, ilustraciones de los Viajes de Anacarsis el joven en Grecia por el grabador Barbié du Bocage, publicada en inglés en 1832.

## Láminas

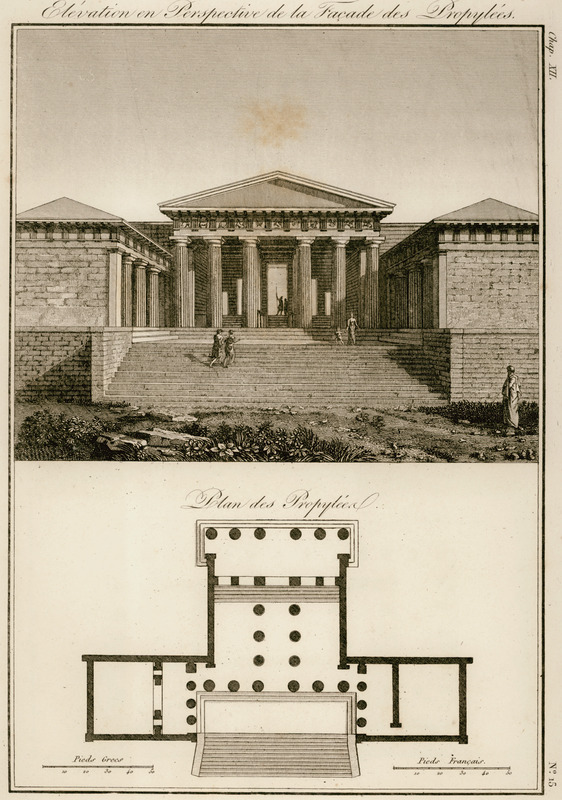
Los propileos de la Acrópolis de Atenas, 1832.
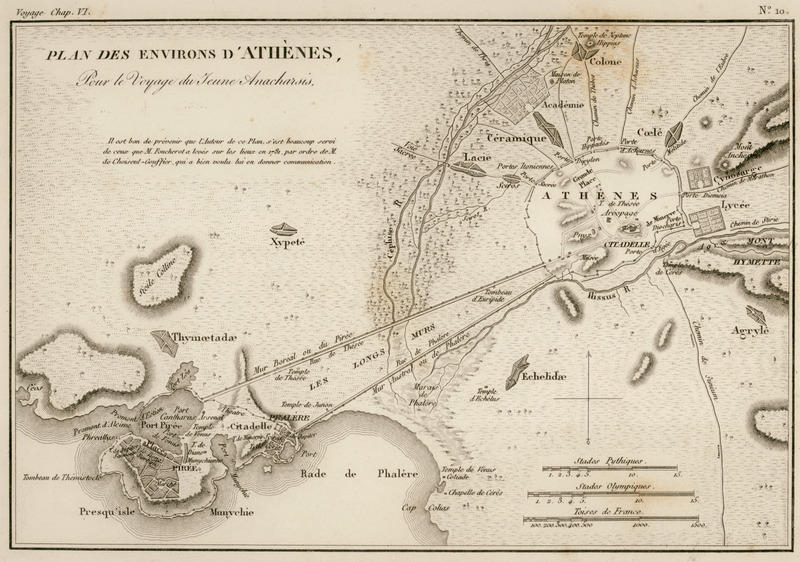
Plano de Atenas.
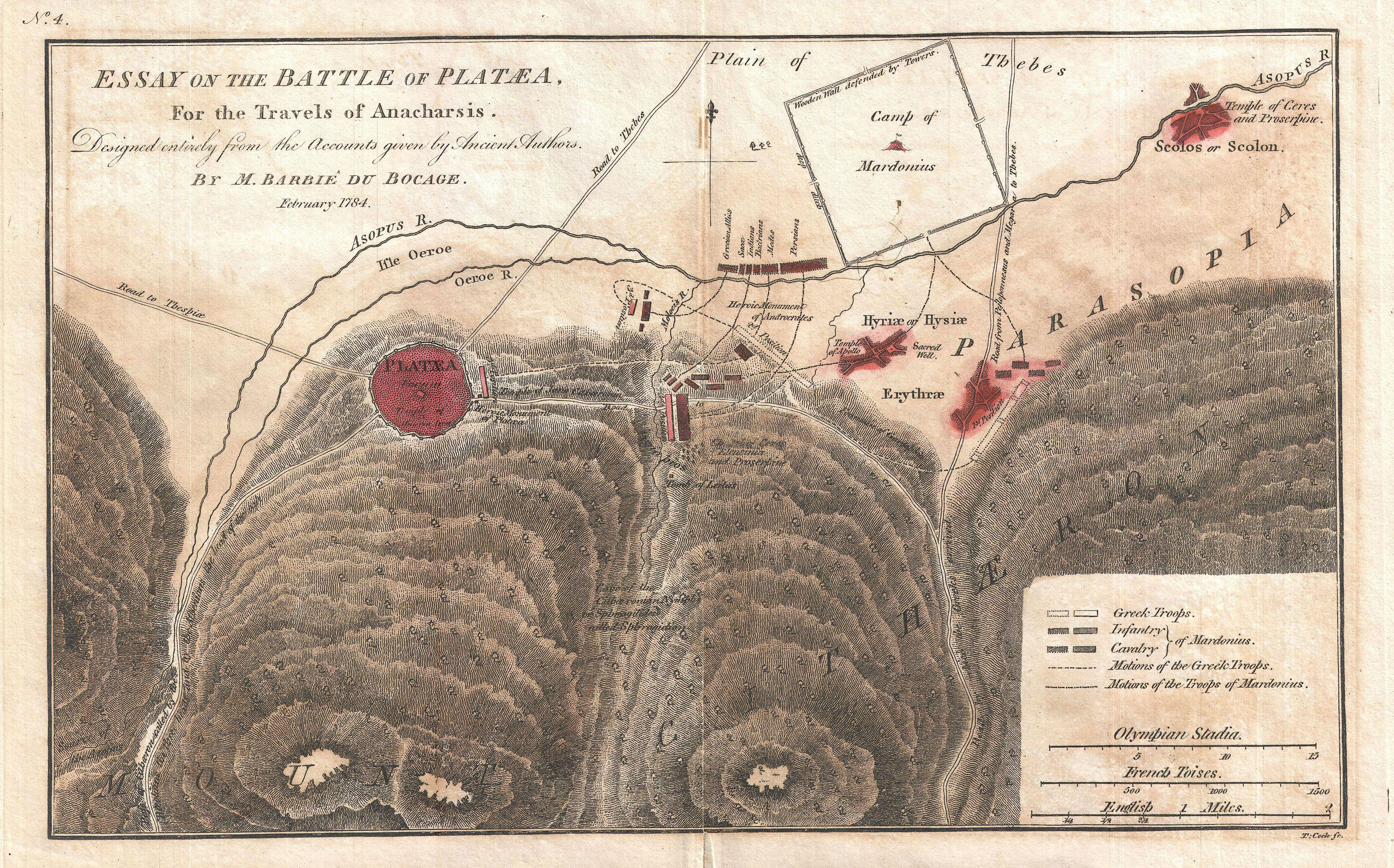
Plano de la Batalla de Platea.
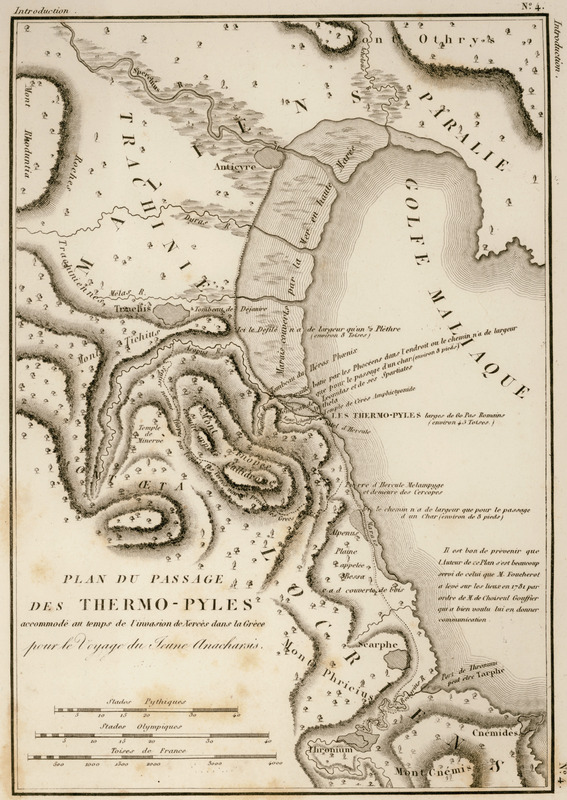
Plano de las Termópilas en tiempos de Jerjes I.